# マーチ・オア・ダイ
『マーチ・オア・ダイ』（March ör Die）は、イギリスのバンド、モーターヘッドが1992年に発表した10作目のスタジオ・アルバム。

## 背景
クレジットには明記されていないが、「アイ・エイント・ノー・ナイス・ガイ」のみオリジナル・ドラマーのフィル・テイラーが参加した。そして、大部分の曲でトミー・アルドリッジがドラムスを担当したが、「ヘルレイザー」（オジー・オズボーンのアルバム『ノー・モア・ティアーズ』で発表された曲の別ヴァージョン）には、正式な新ドラマーのミッキー・ディーが参加した。なお、「ヘルレイザー」のモーターヘッド版は、映画『ヘルレイザー3』（1992年公開）のサウンドトラックで使用された。
「キャット・スクラッチ・フィーヴァー」はテッド・ニュージェントのカヴァーで、この曲と「ヘルレイザー」は、2017年発売のカヴァー・コンピレーション・アルバム『アンダー・カヴァー』に再収録された。「アイ・エイント・ノー・ナイス・ガイ」はレミー・キルミスターとオジー・オズボーンのデュエット・ボーカルによる曲で、スラッシュもゲスト参加した。

## 反響・評価
本作は1992年8月8日付の全英アルバムチャートで60位を記録するが、翌週にはトップ100圏外に落ちた。一方、ドイツのアルバム・チャートでは13週連続でトップ100入りし、最高21位を記録した。
Eduardo Rivadaviaはオールミュージックにおいて5点満点中2点を付け「この英国の伝説的なバンドは、ラジオでかかることを意識するあまり、彼らの自由奔放なパワーと、頭蓋骨を砕くようなディストーション・サウンドの大部分を捨て去ってしまった」「モーターヘッドの作品中、特に不人気の作品であることは否定できず、レミーは即座に、より過激な1993年の傑作『バスターズ』へ路線変更した」と評している。また、『CDジャーナル』のミニ・レビューでは「今回はノイズ、スピードをセーヴし、意外やメロディを強調、ある意味では最も聴きやすい作品となった」と評されている。

## 収録曲
特記なき楽曲はレミー・キルミスター、フィル・キャンベル、ワーゼルの共作。
1. スタンド - "Stand" - 3:31
2. キャット・スクラッチ・フィーヴァー - "Cat Scratch Fever" (Ted Nugent) - 3:52
3. バッド・レリジョン - "Bad Religion" - 5:01
4. ジャック・ザ・リッパー - "Jack the Ripper" - 4:39
5. アイ・エイント・ノー・ナイス・ガイ - "I Ain't No Nice Guy" (Lemmy Kilmister) - 4:18
6. ヘルレイザー - "Hellraiser" (Ozzy Osbourne, Zakk Wylde, L. Kilmister) - 4:35
7. アサイラム・クワイアー - "Asylum Choir" - 3:40
8. トゥー・グッド・トゥ・ビー・トゥルー - "Too Good to Be True" - 3:36
9. ユー・ベター・ラン - "You Better Run" (L. Kilmister) - 4:51
10. ネーム・イン・ヴェイン - "Name in Vain" - 3:06
11. マーチ・オア・ダイ - "March ör Die" (L. Kilmister) - 5:41

## 参加ミュージシャン
- レミー・キルミスター - ボーカル、ベース、アコースティック・ギター、チェロ・アレンジ
- フィル・キャンベル - リードギター、アコースティック・ギター
- ワーゼル - リードギター
- トミー・アルドリッジ - ドラムス[8][9]（クレジットには明記されていない）
- フィル・テイラー - ドラムス(on #5)[7]（クレジットには明記されていない）
- ミッキー・ディー - ドラムス(on #6)[8][9]
- オジー・オズボーン - ボーカル(on #5)
- スラッシュ - ギター(on #5, #9)
- ピーター・ソリー - キーボード、チェロ・アレンジ